# قانون الانتفاضة 1807
قانون الانتفاضة 1807 هو قانون فدرالي في الولايات المتحدة يقضي بتمكين رئيس الولايات المتحدة من نشر القوات المسلحة الأمريكية وقوات الحرس الوطني الفيدرالية داخل الولايات المتحدة في ظروف معينة، مثل قمع الاضطرابات المدنية والتمرد.
يشكل القانون «استثناء رئيسيا» لقانون بوسي كوميتاتوس، الذي يحد من استخدام القوات المسلحة الأمريكية تحت قيادة الحكومة الاتحادية داخل الولايات المتحدة لأغراض إنفاذ القانون.
ولتطبيق القانون، يجب على رئيس الولايات المتحدة أن يصدر إعلانا أوليا يأمر من خلاله المتمردين بالإفتراق على الفور.

## محتوى التشريع
يخول القانون لرئيس الولايات المتحدة استدعاء القوات المسلحة الأمريكية والحرس الوطني الأمريكي في الحالات التالية:
- بناء على طلب الهيئة التشريعية لولاية أو حاكم معين إذا تعذر عقد مجلس تشريعي للتصدي لأعمال الشغب أو العنف ضد تلك الولاية.(الفقرة 251)
- التصدي للتمرد في أي ولاية، بعد استحالة تطبيق العملي للقانون. (الفقرة 252)
- التصدي للتمرد أو العنف المنزلي أو الاضطراب المدني أو المؤامرات الغير قانونية التي قد تواجهها أية ولاية، مما يؤدي إلى الحرمان من الحقوق المضمونة دستوريًا، وحيث تكون الدولة غير قادرة أو تفشل أو ترفض حماية الحقوق المذكورة. (الفقرة 253)

حل قانون الانتفاضة لعام 1807 كبديل للقانون السابق المعروف بقانون الدعوة الرابع لعام 1792، والذي سمح بفدرالية ميليشيات الدولة أو اللجوء إلى القوات المسلحة النظامية في حالة التمرد ضد حكومة ولاية معينة.:60
تم تعديل قانون الانتفاضة لعام 1807 مرتين. جاء أولها في عام 1861، حيث تمت إضافة قسم جديد يسمح للحكومة الفيدرالية باستخدام الحرس الوطني والقوات المسلحة ضد إرادة حكومة الولاية في حالة أعلن مواطنوها «التمرد ضد سلطة حكومة الولايات المتحدة»، في توقعات باستمرار الاضطرابات بعد الحرب الأهلية. أعقبها تعديل ثان في عام 1871، حيث قام قانون الإنفاذ الثالث بمراجعة (الفقرة 253 من القانون) لحماية الأمريكيين من أصل أفريقي من هجمات جماعة كو كلوكس كلان. وتقضي الصياغة المضافة أنذاك بالسماح للحكومة الفيدرالية باستخدام القانون لتنفيذ بند الحماية المتساوية المنصوص عليها في التعديل الرابع عشر لدستور الولايات المتحدة.:63–64 وقد تم التذرع بهذا القسم من القانون خلال حقبة عصر إعادة الإعمار، ومرة أخرى خلال معارك الفصل العنصري خلال حقبة الحقوق المدنية.

## مكامن تطبيق القانون
عرف قانون الانتفاضة لعام 1807 عدة استخدامات طوال التاريخ الأمريكي. ففي القرن التاسع عشر، تم التذرع بالقانون خلال الصراعات مع الهنود الأمريكيين الأصليين. ثم في أواخر القرن التاسع عشر وأوائل القرن العشرين، حيث تم التذرع به أثناء النزاعات العمالية. في وقت لاحق من القرن العشرين، تم استخدام القانون لفرض الفصل العنصري المكفول قانونا في الولايات المتحدة، كما تذرع كل مع الرئيسين دوايت أيزنهاور وجون كينيدي بالقانون في معارضة القادة السياسيين في الولايات المتضررة من فرض الفصل العنصري بأمر من المحكمة.
في الآونة الأخيرة، لجأ إليه المحافظون كنوع من الدعم بعد النهب وأعمال الشغب إبان إعصار هوغو في عام 1989 وأثناء أعمال الشغب في لوس أنجلوس عام 1992.
في عام 2006، فكرت إدارة جورج دبليو بوش في استخدام «الأمن التكميلي» بموجب هذا القانون للتدخل في ولاية لويزيانا على أعقاب الأزمة الداخلية التي أحدثها إعصار كاترينا على الرغم من رفض عمدة الولاية ذلك.:73–75 تم إجراء تعديل على قانون الانتفاضة بموجب قانون جون وارنر لتفويض الدفاع الوطني للسنة المالية 2007 والذي يهدف للسماح مباشرة باستخدام هذا القانون واستدعاء الجيش لأي طارئ يعيق تطبيق القوانين في أية ولاية، بغض النظر عن موافقة الدولة. وقع بوش هذا التعديل ليصبح قانونًا، ولكن بعد بضعة أشهر من سنه، أصدر جميع حكام الولايات الخمسين بيانًا مشتركًا ضده فتم إلغاء التغييرات في يناير 2008.
في 1 يونيو 2020، هدد الرئيس دونالد ترامب بالاستناد إلى القانون ردًا على أعمال الشغب بعد مقتل جورج فلويد إبان اجراءات اعتقاله من قبل الشرطة.

## رؤساء فعلوا القانون
| تاريخ التطبيق  | الرئيس          | طلب الدولة | المنطقة المطبق عليها                        | الأسباب |
| -------------- | --------------- | ---------- | ------------------------------------------- | --- |
| 19 أبريل 1808  | توماس جفرسون    |            | بحيرة شامبلين                               | خرق قانون الحظر |
| 23 أغسطس 1831  | أندرو جاكسون    | نعم        | نورفولك                                     | تمرد نات تيرنر |
| 28 يناير 1834  | أندرو جاكسون    | نعم        | ويليامسبورت                                 | نزاع عمالي من قبل العمال في تشيسابيك وقناة أوهايو                                                                                |
| 17 أكتوبر 1871 | يوليسيس جرانت   | لا         | كارولاينا الجنوبية                          | قمع مجموعة كو كلوكس كلان |
| 15 سبتمبر 1872 | يوليسيس جرانت   | لا         | نيو أورلينز                                 | اضطرابات ما بعد انتخاب حاكم ولاية لويزيانا 1872                                                                                  |
| 13 مايو 1874   | يوليسيس جرانت   | نعم        | ليتل روك                                    | حرب بروكس باكستر |
| 7 أكتوبر 1878  | رذرفورد هايز    | نعم        | مقاطعة لينكون (نيومكسيكو)، إقليم نيو مكسيكو | حرب مقاطعة لينكولن |
| 7 يوليو 1894   | جروفر كليفلاند  | نعم        | شيكاغو، إلينوي                              | إضراب بولمان |
| 28 أبريل 1914  | وودرو ويلسون    | نعم        | كولورادو                                    | حرب كولورادو كولفيلد |
| 22 يوليو 1943  | فرانكلين روزفلت | نعم        | ديترويت، ميشيغان                            | شغب سباق ديترويت 1943 |
| 24 سبتمبر 1957 | دوايت أيزنهاور  | لا         | ليتل روك                                    | لحماية مجموعة من تسعة طلاب أمريكيين من أصل أفريقي مسجلين في مدرسة ليتل روك المركزية الثانوية عام 1957 فيما سمي بليتل روك ناين.:8 |
| 30 سبتمبر 1962 | جون كينيدي      | لا         | أكسفورد                                     | معركة أكسفورد:13 |
| 10 سبتمبر 1963 | جون كينيدي      | لا         | ألاباما                                     | تطبيق أوامر الفصل العنصري على مدارس ألاباما العامة:13                                                                            |
| 24 يوليو 1967  | ليندون جونسون   | نعم        | ديترويت، ميشيغان                            | أعمال شغب ديترويت 1967 |
| 5 أبريل 1968   | ليندون جونسون   | نعم        | واشنطن العاصمة                              | أعمال شغب واشنطن العاصمة 1968 |
| 7 أبريل 1968   | ليندون جونسون   | نعم        | بالتيمور، ماريلند                           | أعمال شغب بالتيمور 1968 |
| 7 أبريل 1968   | ليندون جونسون   | نعم        | شيكاغو، إلينوي                              | أعمال شغب في شيكاغو 1968 |
| سبتمبر 1989    | جورج بوش الأب   | نعم        | جزيرة سانت كروا، جزر العذراء الأمريكية      | اضطراب بعد إعصار هوغو |
| 1 مايو 1992    | جورج بوش الأب   | نعم        | مقاطعة لوس أنجلوس                           | أحداث شغب لوس أنجلوس 1992 |